# The Two Ordeals
The Two Ordeals è un cortometraggio muto del 1914 diretto da Francis J. Grandon. È il secondo episodio, conosciuto anche con il titolo completo The Adventures of Kathlyn 2: The Two Ordeals, del serial The Adventures of Kathlyn.

## Produzione
Il film fu prodotto dalla Selig Polyscope Company.

## Distribuzione
Distribuito dalla General Film Company, il film - un cortometraggio in due bobine - uscì nelle sale cinematografiche statunitensi il 12 gennaio 1914.